# António Pedro Ruivo
António Pedro Ruivo (São Tomé e Príncipe, ? - Faro, 3 de Dezembro de 1993) foi um engenheiro e filantropo português. Em conjunto a sua esposa, a pianista Maria Campina, estiveram entre os principais responsáveis pela fundação do Conservatório Regional do Algarve e da Orquestra Sinfónica do Algarve.

## Biografia

### Nascimento e educação
António Pedro Ruivo nasceu no arquipélago de São Tomé e Príncipe, filho de uma família abastada. Fez ainda os primeiros estudos na sua terra natal, e depois foi para Lisboa, onde tirou o curso de engenharia no Instituto Geográfico e Cadastral.

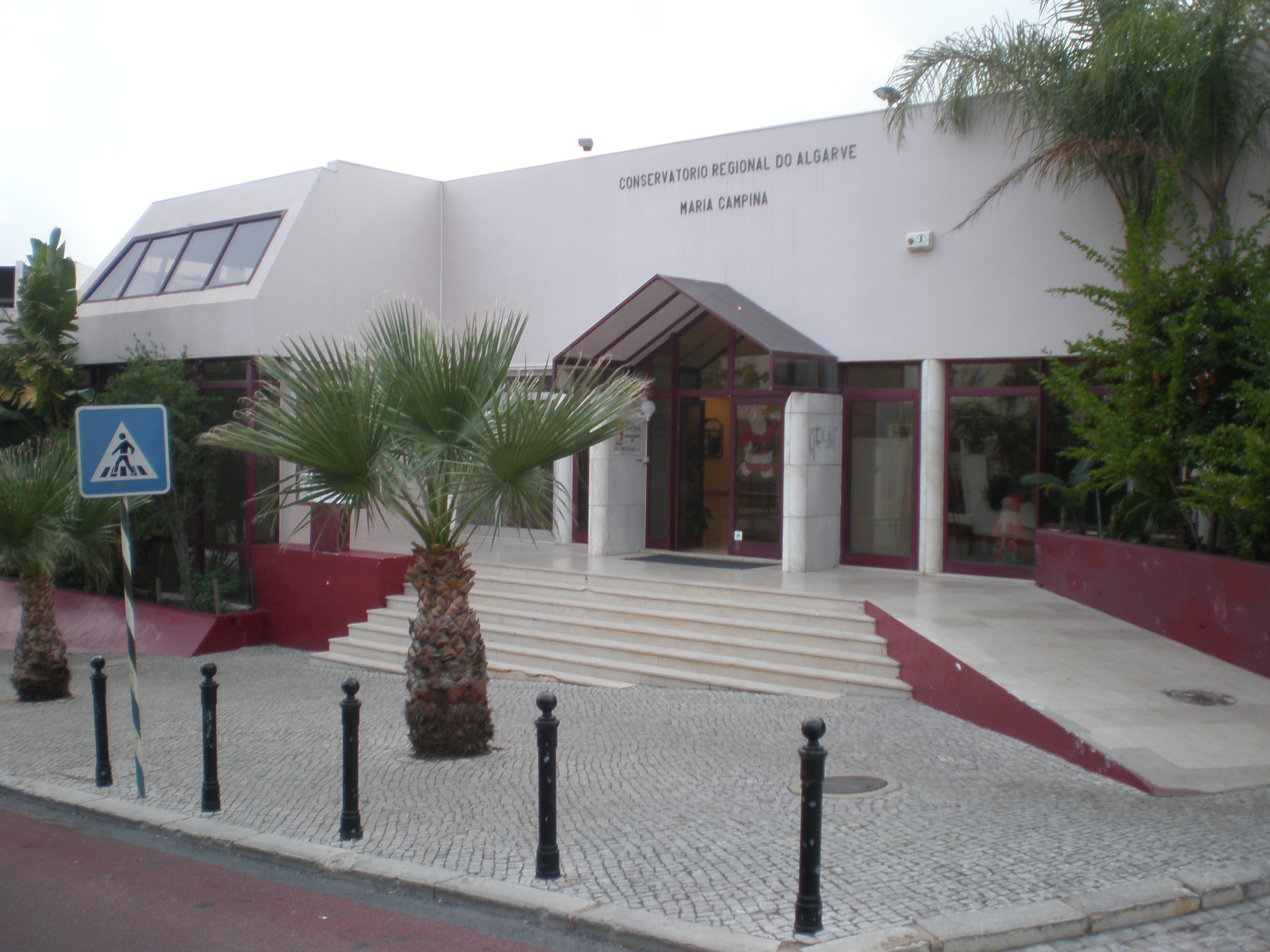
Edifício do Conservatório do Algarve

### Carreira profissional e benemérita
Como engenheiro, trabalhou em obras hidráulicas no Rio Guadiana, tendo colaborado nos estudos prévios para a Barragem de Alqueva. Também laborou para as câmaras de Oeiras, Loures e Funchal.
No Funchal, Pedro Ruivo e a sua mulher, a pianista Maria Campina, foram uns dos fundadores da Academia de Música da Madeira. Depois acompanhou a sua esposa em vários concertos no país e no estrangeiro, tendo-se fixado em Faro, no Algarve, em 1970. Aqui, desenvolveram os esforços que já existiam para a criação de uma escola de música regional, tendo conseguido formar o Conservatório Regional do Algarve em 12 de Novembro de 1973. No entanto, aquela instituição estava situada numas instalações provisórias junto ao Teatro Lethes, pelo que Pedro Ruivo e Maria Campina continuaram a lutar pela construção de um edifício próprio para a sede do conservatório. Em 1984, faleceu Maria Campina, pelo que Pedro Ruivo continuou sozinho nos seus esforços para desenvolver a escola, tendo feito a cerimónia da primeira pedra para a construção do edifício, em 1989. A nova sede do conservatório foi inaugurada em 4 de Julho de 1993, com o apoio do governo e da autarquia de Faro.
Pouco tempo antes de falecer, Pedro Ruivo criou uma fundação com o seu nome, para manter o Prémio Internacional de Piano Maria Campina, que seria realizado de três em três anos para ajudar os alunos de menores recursos financeiros. Também organizou e financiou vários concertos em toda a região do Algarve, e promoveu a fundação da Orquestra Sinfónica do Algarve, que no entanto só foi criada após a sua morte.

### Falecimento
Morreu em 3 de Dezembro de 1993, na cidade de Faro, tendo sido sepultado ao lado da sua esposa, no cemitério de Loulé.

## Homenagens
Foi homenageado pelo governo português, devido ao seu contributo para a cultura musical no país.
O seu nome foi colocado no auditório do Conservatório Regional do Algarve Maria Campina.